# Gran Premio del Portogallo 1990
Il Gran Premio del Portogallo 1990 fu la 13ª prova del campionato mondiale di Formula 1 1990; si tenne il 23 settembre 1990 al circuito di Estoril.
La gara fu vinta dal britannico Nigel Mansell su Ferrari davanti ad Ayrton Senna (McLaren-Honda) e alla prima guida Ferrari Alain Prost.

## Prima della gara
La Life abbandona l'utilizzo del proprio propulsore V12 per passare a dei più convenzionali V8 Judd ma (a causa delle diverse dimensioni) al momento di scendere in pista si accorge che non riesce più a chiudere il cofano del motore, che addirittura vola via durante il primo giro delle pre-qualifiche.

## Qualifiche

### Prequalifiche
| Pos | No | Pilota             | Costruttore   | Tempo    | Distacco |
| --- | -- | ------------------ | ------------- | -------- | -------- |
| 1   | 14 | Olivier Grouillard | Osella-Ford   | 1:19.384 | —        |
| 2   | 18 | Yannick Dalmas     | AGS-Ford      | 1:19.885 | +0.501   |
| 3   | 31 | Bertrand Gachot    | Coloni-Ford   | 1:20.000 | +0.616   |
| 4   | 17 | Gabriele Tarquini  | AGS-Ford      | 1:20.942 | +1.558   |
| 5   | 33 | Roberto Moreno     | EuroBrun-Judd | 1:21.188 | +1.804   |
| 6   | 34 | Claudio Langes     | EuroBrun-Judd | 1:23.447 | +4.063   |
| 7   | 39 | Bruno Giacomelli   | Life-Judd     | no time  | —        |

### Classifica
| Pos                     | No | Pilota             | Costruttore             | Tempo    | Distacco |
| ----------------------- | -- | ------------------ | ----------------------- | -------- | -------- |
| 1                       | 2  | Nigel Mansell      | Ferrari                 | 1:13.557 |          |
| 2                       | 1  | Alain Prost        | Ferrari                 | 1:13.595 | +0.038   |
| 3                       | 27 | Ayrton Senna       | McLaren - Honda         | 1:13.601 | +0.044   |
| 4                       | 28 | Gerhard Berger     | McLaren - Honda         | 1:14.292 | +0.735   |
| 5                       | 6  | Riccardo Patrese   | Williams - Renault      | 1:14.723 | +1.166   |
| 6                       | 20 | Nelson Piquet      | Benetton - Ford         | 1:14.728 | +1.171   |
| 7                       | 5  | Thierry Boutsen    | Williams - Renault      | 1:14.934 | +1.377   |
| 8                       | 4  | Jean Alesi         | Tyrrell - Ford          | 1:15.122 | +1.565   |
| 9                       | 19 | Alessandro Nannini | Benetton - Ford         | 1:15.411 | +1.854   |
| 10                      | 29 | Éric Bernard       | Larrousse - Lamborghini | 1:15.673 | +2.116   |
| 11                      | 30 | Aguri Suzuki       | Larrousse - Lamborghini | 1:16.012 | +2.455   |
| 12                      | 16 | Ivan Capelli       | Leyton House - Judd     | 1:16.284 | +2.727   |
| 13                      | 21 | Emanuele Pirro     | Scuderia Italia - Ford  | 1:16.290 | +2.733   |
| 14                      | 15 | Maurício Gugelmin  | Leyton House - Judd     | 1:16.296 | +2.739   |
| 15                      | 12 | Martin Donnelly    | Lotus - Lamborghini     | 1:16.762 | +3.205   |
| 16                      | 23 | Pierluigi Martini  | Minardi - Ford          | 1:16.795 | +3.238   |
| 17                      | 10 | Alex Caffi         | Arrows - Ford           | 1:16.946 | +3.389   |
| 18                      | 22 | Andrea De Cesaris  | Scuderia Italia - Ford  | 1:17.066 | +3.509   |
| 19                      | 9  | Michele Alboreto   | Arrows - Ford           | 1:17.081 | +3.524   |
| 20                      | 3  | Satoru Nakajima    | Tyrrell - Ford          | 1:17.097 | +3.540   |
| 21                      | 26 | Philippe Alliot    | Ligier - Ford           | 1:17.120 | +3.563   |
| 22                      | 11 | Derek Warwick      | Lotus - Lamborghini     | 1:17.259 | +3.702   |
| 23                      | 25 | Nicola Larini      | Ligier - Ford           | 1:17.269 | +3.712   |
| 24                      | 8  | Stefano Modena     | Brabham - Judd          | 1:17.341 | +3.784   |
| 25                      | 18 | Yannick Dalmas     | AGS - Ford              | 1:17.621 | +4.064   |
| 26                      | 7  | David Brabham      | Brabham - Judd          | 1:17.715 | +4.158   |
| Vetture non qualificate |    |                    |                         |          |          |
| NQ                      | 14 | Olivier Grouillard | Osella - Ford           | 1:17.775 | +4.218   |
| NQ                      | 24 | Paolo Barilla      | Minardi - Ford          | 1:18.280 | +4.723   |
| NQ                      | 17 | Gabriele Tarquini  | AGS - Ford              | 1:18.815 | +5.258   |
| NQ                      | 31 | Bertrand Gachot    | Coloni - Ford           | 1:20.516 | +6.959   |

## Gara
I due piloti della Ferrari monopolizzano la prima fila e, con Prost ancora in corsa per il mondiale, in molti pronosticano un gioco di squadra del poleman Mansell in favore del francese. Ed invece alla partenza il britannico, non molto reattivo allo start, pur di mantenere la prima posizione compie una manovra folle ostacolando duramente Prost, stringendolo contro il muretto che chiude la corsia dei box e venendo quasi al contatto, lasciando strada libera alle due McLaren; dopo il contrasto, Mansell scivolò in terza posizione, mentre Prost in quinta con la Benetton di Nelson Piquet a separare i due (il "Professore" lo riscavalcherà al 13º passaggio).
Al contrario di Mansell, decisamente in palla, Prost fece fatica a rimontare per un piccolo problema al cambio, mentre il britannico della Ferrari riuscì al cinquantesimo passaggio a superare Ayrton Senna grazie ad un'ottima strategia ai box, portandosi al primo posto. Pochi giri più tardi ed il francese, sbarazzatosi di Berger, si mise sugli scarichi del brasiliano, ma la gara venne sospesa a dieci giri dal termine a causa di un pesante incidente tra Aguri Suzuki ed Alex Caffi; in tal modo, Prost non poté tentare nessuna manovra di sorpasso sul diretto rivale nella corsa al titolo iridato. Dopo i due ferraristi ed i due scudieri della McLaren, completò la zona punti il binomio della Benetton Piquet-Nannini.
Prost pagò a caro prezzo quel duello ed a fine gara convocò una conferenza stampa in cui attaccò pesantemente sia il compagno di scuderia sia il direttore sportivo della Ferrari Cesare Fiorio, "reo" di non aver dato ordini di scuderia.

### Classifica
| Pos      | No | Pilota             | Costruttore             | Giri | Tempo/Ritiro e posizione al ritiro | Partenza | Punti |
| -------- | -- | ------------------ | ----------------------- | ---- | ---------------------------------- | -------- | ----- |
| 1        | 2  | Nigel Mansell      | Ferrari                 | 61   | 1:22:11.014                        | 1        | 9     |
| 2        | 27 | Ayrton Senna       | McLaren - Honda         | 61   | +2.808                             | 3        | 6     |
| 3        | 1  | Alain Prost        | Ferrari                 | 61   | +4.189                             | 2        | 4     |
| 4        | 28 | Gerhard Berger     | McLaren - Honda         | 61   | +5.896                             | 4        | 3     |
| 5        | 20 | Nelson Piquet      | Benetton - Ford         | 61   | +57.418                            | 6        | 2     |
| 6        | 19 | Alessandro Nannini | Benetton - Ford         | 61   | +58.249                            | 9        | 1     |
| 7        | 6  | Riccardo Patrese   | Williams - Renault      | 60   | +1 giro                            | 5        |       |
| 8        | 4  | Jean Alesi         | Tyrrell - Ford          | 60   | +1 giro                            | 8        |       |
| 9        | 9  | Michele Alboreto   | Arrows - Ford           | 60   | +1 giro                            | 19       |       |
| 10       | 25 | Nicola Larini      | Ligier - Ford           | 59   | +2 giri                            | 22       |       |
| 11       | 23 | Pierluigi Martini  | Minardi - Ford          | 59   | +2 giri                            | 16       |       |
| 12       | 15 | Maurício Gugelmin  | Leyton House - Judd     | 59   | +2 giri                            | 14       |       |
| 13       | 10 | Alex Caffi         | Arrows - Ford           | 58   | Collisione con A.Suzuki            | 17       |       |
| 14       | 30 | Aguri Suzuki       | Larrousse - Lamborghini | 58   | Collisione con A.Caffi             | 11       |       |
| 15       | 21 | Emanuele Pirro     | Scuderia Italia - Ford  | 58   | +3 giri                            | 13       |       |
| Ritirato | 26 | Philippe Alliot    | Ligier - Ford           | 52   | Incidente                          | 20       |       |
| Ritirato | 7  | David Brabham      | Brabham - Judd          | 52   | Problemi al cambio                 | 25       |       |
| Ritirato | 16 | Ivan Capelli       | Leyton House - Judd     | 51   | Rottura del motore                 | 12       |       |
| Ritirato | 5  | Thierry Boutsen    | Williams - Renault      | 30   | Rottura del motore                 | 7        |       |
| Ritirato | 29 | Éric Bernard       | Larrousse - Lamborghini | 24   | Problemi al cambio                 | 10       |       |
| Ritirato | 8  | Stefano Modena     | Brabham - Judd          | 21   | Problemi al cambio                 | 23       |       |
| Ritirato | 12 | Martin Donnelly    | Lotus - Lamborghini     | 14   | Problemi all'alternatore           | 15       |       |
| Ritirato | 11 | Derek Warwick      | Lotus - Lamborghini     | 5    | Problemi all'acceleratore          | 21       |       |
| Ritirato | 18 | Yannick Dalmas     | AGS - Ford              | 3    | Problemi al motore                 | 24       |       |
| Ritirato | 22 | Andrea De Cesaris  | Scuderia Italia - Ford  | 0    | Testacoda                          | 18       |       |
| NP       | 3  | Satoru Nakajima    | Tyrrell - Ford          |      |                                    |          |       |
| NQ       | 14 | Olivier Grouillard | Osella - Ford           |      |                                    |          |       |
| NQ       | 24 | Paolo Barilla      | Minardi - Ford          |      |                                    |          |       |
| NQ       | 17 | Gabriele Tarquini  | AGS - Ford              |      |                                    |          |       |
| NQ       | 31 | Bertrand Gachot    | Coloni - Ford           |      |                                    |          |       |
| NPQ      | 33 | Roberto Moreno     | EuroBrun - Judd         |      |                                    |          |       |
| NPQ      | 34 | Claudio Langes     | EuroBrun - Judd         |      |                                    |          |       |
| NPQ      | 39 | Bruno Giacomelli   | Life - Judd             |      |                                    |          |       |

## Classifiche

### Piloti
| Pos. | Pilota             | Punti |
| ---- | ------------------ | ----- |
| 1    | Ayrton Senna       | 78    |
| 2    | Alain Prost        | 60    |
| 3    | Gerhard Berger     | 40    |
| 4    | Thierry Boutsen    | 27    |
| 5    | Nelson Piquet      | 26    |
| 6    | Nigel Mansell      | 25    |
| 7    | Riccardo Patrese   | 17    |
| 8    | Alessandro Nannini | 17    |
| 9    | Jean Alesi         | 13    |
| 10   | Ivan Capelli       | 6     |
| 11   | Éric Bernard       | 5     |
| 12   | Derek Warwick      | 3     |
| 13   | Stefano Modena     | 2     |
| 14   | Alex Caffi         | 2     |
| 15   | Satoru Nakajima    | 2     |
| 16   | Aguri Suzuki       | 1     |
| 17   | Maurício Gugelmin  | 1     |

### Costruttori
| Pos. | Team      | Punti |
| ---- | --------- | ----- |
| 1    | McLaren   | 118   |
| 2    | Ferrari   | 85    |
| 3    | Williams  | 44    |
| 4    | Benetton  | 43    |
| 5    | Tyrrell   | 15    |
| 6    | March     | 7     |
| 7    | Larrousse | 6     |
| 8    | Lotus     | 3     |
| 9    | Brabham   | 2     |
| 10   | Arrows    | 2     |

## Fonti
- The Official Formula 1 Website, su formula1.com. URL consultato il 1º maggio 2009.
- GPUpdate.com [collegamento interrotto], su f1.gpupdate.net. URL consultato il 1º maggio 2009.